# Cirsium provostii
Cirsium provostii là một loài thực vật có hoa trong họ Cúc. Loài này được Franch. mô tả khoa học đầu tiên.